# Bezenye
Bezenye (vyslovováno [bezeně], chorvatsky Bizonja, Bizunja, německy Pallesdorf, slovensky Beziň) je obec s velkou chorvatskou menšinou v Maďarsku v župě Győr-Moson-Sopron, spadající pod okres Mosonmagyaróvár. Nachází se asi 8 km severozápadně od Mosonmagyaróváru. V roce 2015 zde žilo 1 302 obyvatel. Dle údajů z roku 2011 tvoří 80,2 % obyvatelstva Maďaři, 30,5 % Chorvati, 9 % Slováci, 4,4 % Němci, 0,2 % Bulhaři a 0,2 % Ukrajinci, přičemž 12,9 % obyvatel se ke své národnosti nevyjádřilo.
Obec rovněž zahrnuje osady Csikótanya, Hajóspuszta, Lajtapuszta a Paprét.
V blízkosti vesnice prochází dálnice M15. Sousedními vesnicemi jsou Hegyeshalom a Rajka, sousedním městem Mosonmagyaróvár.